# Slowdive (singolo)
Slowdive  è un singolo del gruppo musicale britannico Siouxsie and the Banshees, pubblicato il 1 ottobre 1982 come primo estratto dall'album A Kiss in the Dreamhouse.

## Il disco

### Musica e lascito
La canzone (e l'album) è la rappresentazione di un orientamento musicale più sofisticato e sperimentale per Siouxsie and the Banshees in quel periodo. Le sfumature della canzone sono state accentuate da una sezione di archi, includendo violini ed un violoncello. In seguito AllMusic ha descritto: "Slowdive è un pezzo di danza beat con un timbro di violino e un riff melodico accattivante".
Il titolo della canzone ha dato il nome alla band Slowdive nei primi anni '90 come più tardi i loro componenti l'hanno collegato nelle interviste.

### Pubblicazione
Slowdive è stato pubblicato il 1 ottobre 1982 dalla casa discografica Polydor. La canzone ha mancato per poco di diventare una top 40, raggiungendo il n° 41 della classifica dei singoli britannici.
L'edizione del brano in 12" ha incluso una versione estesa (che sarebbe stata pubblicata sull'edizione ampliata e rimasterizzata di A Kiss in the Dreamhouse del 2009) e una versione strumentale della terza traccia su "Dreamhouse", "Obsession", dal titolo "Obsession II".

### Cover
Gli LCD Soundsystem ne hanno fatto una cover nel gennaio 2005 per una sessione su Radio X ed è stata anche pubblicata come lato B del singolo Disco Infiltrator. Gli LCD Soundsystem hanno terminato tutti i concerti del 2005 con questa canzone.

## Tracce
Testi di Sioux, musiche di Siouxsie and the Banshees.

### 7"
Lato 1
1. Slowdive - 3:42

Lato 2
1. Cannibal Roses - 4:30

### 12"
Lato A
1. Slowdive - 5:45

Lato B
1. Obsession II - 3:53
2. Cannibal Roses - 4:30

## Formazione
- Siouxsie Sioux - voce, respiro, campane tubolari, battacio
- John McGeoch - chitarre
- Steven Severin - basso, basso a sei corde, pianoforte
- Budgie - batteria, percussioni, armonica, battacio, bastone della pioggia, catene

### Altri musicisti
- Anne Stephenson - violino, archi
- Virgine Hewes - violino
- Ginny Ball - archi